# Tylorida stellimicans
Tylorida stellimicans är en spindelart som först beskrevs av Simon 1885.  Tylorida stellimicans ingår i släktet Tylorida och familjen käkspindlar. Inga underarter finns listade i Catalogue of Life.